# Nancy Cheekoussen
Nancy Cheekoussen, née le 4 mars 1983, est une athlète mauricienne. 

## Biographie
Nancy Cheekoussen est médaillée de bronze du saut à la perche aux championnats d'Afrique juniors 2001 à Réduit et aux championnats d'Afrique 2004 à Brazzaville. 
Elle est sacrée championne de Maurice du saut à la perche en 2000, 2001, 2003, 2004 et 2005.